# TrueVisions
TrueVisions, cunoscută înainte de 2007 sub numele de UBC Series, este o televiziune tailandeză transmisă de compania de servicii prin satelit United Broadcasting Corporation. A fost fondată la 1 iulie 1998.

## Legături externe
- Site oficial